# Jörg Müller-Lietzkow

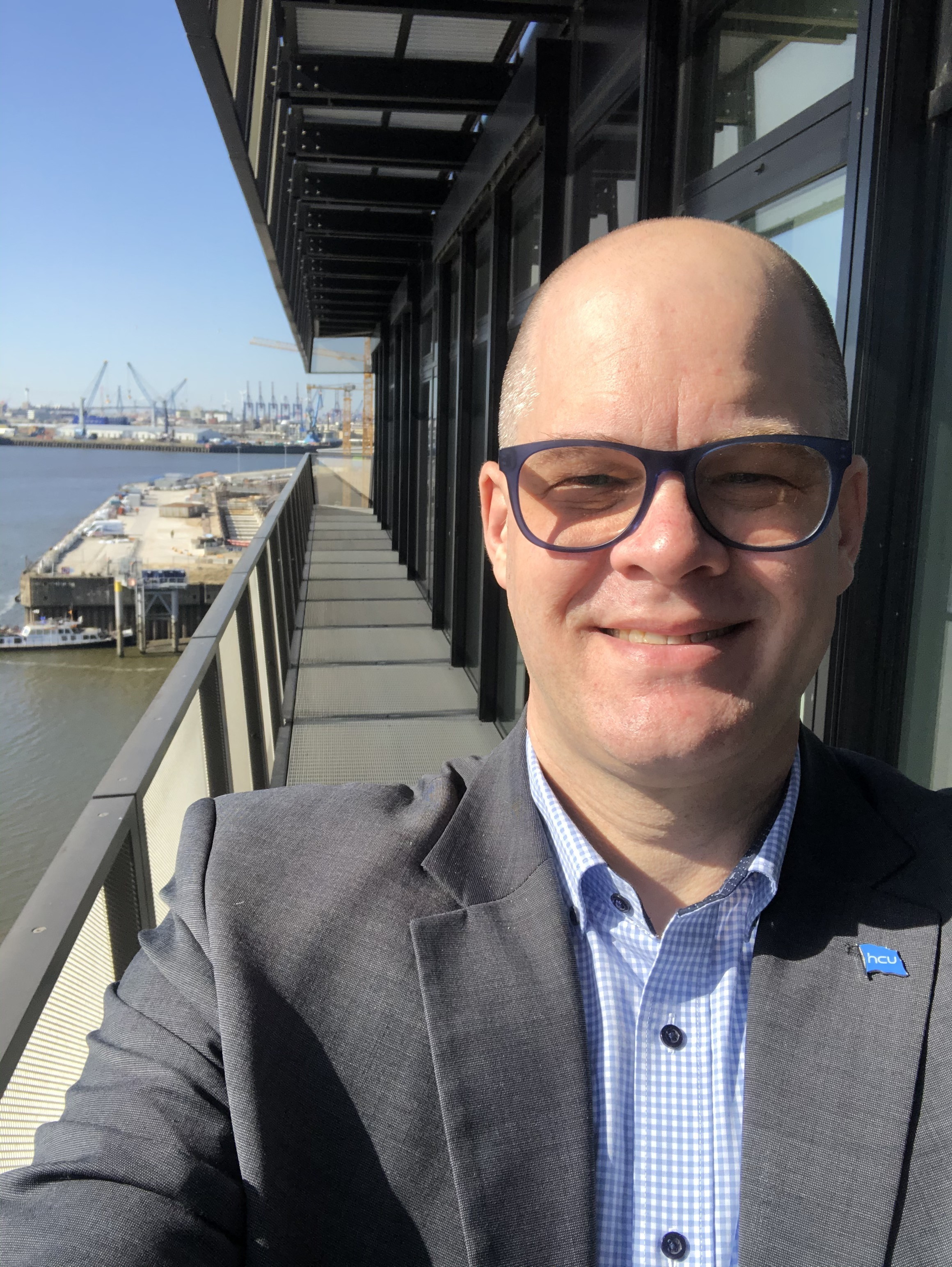
Jörg Müller-Lietzkow auf dem Balkon der HafenCity Universität Hamburg, 2020

Jörg Müller-Lietzkow (* 4. Mai 1970 in Solingen als Jörg Müller) ist ein deutscher Wirtschafts- und Kommunikationswissenschaftler und Hochschullehrer, der zu Fragen der Digitalisierung forscht. Seit dem 1. Juli 2019 ist er Präsident der HafenCity Universität Hamburg.

## Leben
Jörg Müller besuchte das Gymnasium Vogelsang in Solingen, wo er 1989 das Abitur ablegte. Anschließend absolvierte er eine Ausbildung zum Bankkaufmann bei der Bayerischen Vereinsbank in Düsseldorf (1989–1991) und den Wehrdienst beim Pionierbataillon 310 in Koblenz (1991–1992). Von 1992 bis 1997 studierte er Wirtschaftswissenschaften an der Universität Wuppertal mit dem Abschluss als Diplom-Ökonom. Parallel dazu machte er eine Trainerausbildung für Badminton an der Trainerakademie Köln (1993–1997), die er als Diplom-Trainer des DOSB abschloss. Er war der jüngste Diplomtrainer für Badminton in Deutschland. Von 1997 bis 1998 war er als wissenschaftlicher Mitarbeiter am Lehrstuhl für Dienstleistungs- und Internetökonomie der Universität Wuppertal und daneben als Projektberater am Forschungsinstitut für Telekommunikation beschäftigt. Von 1998 bis 2002 war er wissenschaftlicher Mitarbeiter und Doktorand am Lehrstuhl für Betriebswirtschaftslehre, insbesondere Personalwirtschaft und Organisation der Universität Bamberg bei Dodo zu Knyphausen-Aufseß. Hier wurde er 2003 mit einer Arbeit über Virtualisierungsstrategien in klassischen Industrien zum Dr. rer. pol. promoviert. Im Anschluss daran arbeitete er als wissenschaftlicher Assistent bei Wolfgang Seufert am Lehrstuhl für Kommunikationswissenschaft der Universität Jena. 2008 übernahm er eine neu eingerichtete W2-Professur für Medienorganisation und Mediensysteme an der Universität Paderborn, die 2013 im Rahmen von Bleibeverhandlungen in eine W3-Professur für Medienökonomie und Medienmanagement umgewandelt wurde. Daneben nahm er Lehraufträge an anderen Hochschulen wahr. Von 2008 bis 2015 war er Prodekan für Forschung und Finanzen der Fakultät für Kulturwissenschaften der Universität Paderborn. Müller-Lietzkow bewarb sich 2018 um das Amt des Präsidenten der Universität Paderborn, unterlag aber in der Wahl seiner Mitbewerberin Birgitt Riegraf.
Im April 2019 wurde er als Nachfolger von Walter Pelka zum Präsidenten der HafenCity Universität Hamburg (HCU) gewählt. Seine Amtszeit begann am 1. Juli 2019. Zugleich hat er an der HCU eine Professur für Ökonomie und Digitalisierung inne.
Seit August 2002 ist Jörg Müller-Lietzkow mit Simone Lietzkow verheiratet; seitdem führt er den Doppelnamen. Das Ehepaar hat eine Tochter.

## Wirken
Müller-Lietzkow erforscht Prozesse der Digitalisierung und Virtualisierung sowohl unter gesellschaftlichen als auch unter ökonomischen Aspekten. Zu seinen Forschungsschwerpunkten gehören die digitale Medienwirtschaft, speziell die Computerspielindustrie, die Rolle von digitalen Spielen und von mobilen Endgeräten bei der Erweiterung der Gesellschaft in den virtuellen Raum, Serious Games, regionale Analysen und Smart Cities sowie Netz- und Digitalpolitik. An der Universität Paderborn baute er das 2011 eröffnete GamesLab Paderborn auf, das Studenten die Teilnahme an längerfristigen interdisziplinären Projekten im Bereich der Spieleentwicklung ermöglicht, und initiierte eine Partnerschaft mit dem Rochester Institute of Technology. Er war für die Universität seit 2018 an der Leitung des Modellprojekts „Digitale Stadt Paderborn“ beteiligt.
Nach seinem Amtsantritt als Präsident der HafenCity Universität erklärte Müller-Lietzkow, an der HCU als Universität für Baukunst und Metropolenentwicklung den Einfluss der Digitalisierung auf Architektur und Städtebau sowie Fragen des Klimaschutzes und ökologischen Bauens zu Kernthemen machen zu wollen.
Neben seiner akademischen Tätigkeit war er Gründer und von 1999 bis 2003 Geschäftsführer der i-masco GmbH, eines Start-up-Unternehmens für Software, Medien und Beratung, und beriet Unternehmensgründer im Rahmen des EXIST-Förderprogramms. Seit 2014 ist der parteilose Müller-Lietzkow einer der beiden Sprecher des netzpolitischen Vereins cnetz e. V., der als CDU-nah gilt und sich selbst ein „bürgerliches Politikverständnis“ attestiert. Er nahm häufig als Experte beratende Funktionen in der Politik wahr; unter anderem war er 2015 Co-Vorsitzender der Kommission „Mensch 1.0 im digitalen Rheinland-Pfalz“, die die CDU Rheinland-Pfalz beriet, und 2018 Mitglied im Beirat „Medien-Digital-Land NRW“ der nordrhein-westfälischen Landesregierung. Er gehörte zu den Autoren der Digitalcharta Innovationsplattform:D, die auf dem 32. CDU-Parteitag in Leipzig 2019 verabschiedet wurde, und war Mitglied der von 2018 bis 2020 tagenden Enquete-Kommission „Künstliche Intelligenz“ des Deutschen Bundestages.
Als Vorsitzender des Trägervereins Konfuzius-Freunde Westfalen e. V. war er maßgeblich an der Gründung des Konfuzius-Instituts Paderborn im Jahre 2015 beteiligt, dessen Geschäftsführer und deutscher Direktor er von 2016 bis 2018 war.
Müller-Lietzkow arbeitete insgesamt 15 Jahre als Profitrainer im Badmintonsport. Von 2006 bis 2009 gehörte er als Lehrwart dem Präsidium des Thüringer Badminton-Verbandes an. Er setzte sich schon früh für die Anerkennung von E-Sport als Sportart ein und plädiert für den Aufbau professioneller Trainingsstrukturen im E-Sport.
Politisch positionierte Müller-Lietzkow sich deutlich gegen die AfD und für Hilfe für Flüchtlinge.

## Schriften
- Virtualisierungsstrategien in klassischen Industrien. State of the art in Zeiten des Hyperwettbewerbs. Kovač, Hamburg 2003 (Schriftenreihe strategisches Management, Band 12; zugleich Diss. Universität Bamberg 2003). ISBN 978-3-8300-1201-6
- (mit Ricarda B. Bouncken und Wolfgang Seufert) Gegenwart und Zukunft der Computer- und Videospielindustrie in Deutschland. Entertainment-Media, Dornach 2006. ISBN 978-3-00-018580-9
- Die „Killerspieldebatte“, Jugendmedienschutz und deren mögliche wirtschaftliche Konsequenzen. Welche Auswirkungen hat eine veränderte Medienregulation auf die Produktion digitaler Spiele in Deutschland? Paderborn 2010 (Paderborner Universitätsreden 117)
- (mit Oliver Castendyk) Die Computer- und Videospielindustrie in Deutschland. Daten – Fakten – Analysen. Vistas Verlag, Leipzig 2017. ISBN 978-3-89158-639-6 (Vorabfassung).

### Als Herausgeber
- Ökonomie, Qualität und Management von Unterhaltungsmedien. Nomos, Baden-Baden 2012 (Reihe Medienökonomie Band 1). ISBN 978-3-8329-6876-2
- (mit Felix Sattelberger) Empirische Medienökonomie. Reflexionen der Arbeiten von Wolfgang Seufert. Nomos, Baden-Baden 2016 (Reihe Medienökonomie Band 10). ISBN 978-3-8487-3419-1